# Episodi di Un ciclone in famiglia (terza stagione)
La terza stagione di Un ciclone in famiglia è stata diretta da Carlo Vanzina e trasmessa da Canale 5 nel 2007.
| nº | Titolo italiano | Prima TV Italia |
| -- | --------------- | --------------- |
| 1  | Prima puntata   | 7 ottobre 2007  |
| 2  | Seconda puntata | 14 ottobre 2007 |
| 3  | Terza puntata   | 21 ottobre 2007 |
| 4  | Quarta puntata  | 28 ottobre 2007 |

## Prima puntata
I Fumagalli sono quindi in attesa di un nuovo arrivo della cicogna. Lorenzo all'ecografia non vuole sapere il sesso del nascituro, che viene comunicato solo a Tilly. Intanto decide di cacciare dalla sua casa sul lago di Como le altre famiglie ospiti, i Dominici e gli Esposito. Dopo una settimana, Lorenzo scopre che Peppino ha rilevato l'edicola di Menaggio, dove ha deciso comunque di trattenersi grazie anche all'aiuto di Tilly che gli ha trovato un affitto e contemporaneamente ha la sorpresa di vedere che anche i Dominici sono rimasti in Lombardia acquisendo in paese una macelleria (attività svolta da Alberto in gioventù). Intanto Lisa e la sua famiglia hanno deciso di ritornare nella casa dei genitori dai Caraibi, così come Ludovica ritorna temporaneamente con il piccolo Lorenzino. India invece ha deciso di sposarsi in India con il suo Antonio e il problema sono i costi (per Peppino a carico del padre della sposa come tradizione) della festa in 'trasferta'. Tutto il clan familiare parte per Bombay e anche i Dominici sono della partita a spese proprie. La trasferta parte male con bagagli smarriti, alberghi troppo popolari, problemi intestinali, ma in compenso la cerimonia in puro stile indiano è splendida. Purtroppo proprio durante il ricevimento nuziale a Tilly sopraggiungono le doglie e il parto avviene in una missione sperduta condotta da una suora veneta: nasce così la quinta figlia di Lorenzo, un'altra femmina. Per lei il nome Lucia, in ossequio alla tradizione della L iniziale per le ragazze di casa Fumagalli, dove però iniziano le difficoltà a causa anche della vecchia tata che decide di licenziarsi. Trovare un aiuto risulta difficile, con esperienze incredibili subite con le aspiranti sostitute, buon'ultima anche una giovane contessa romena decaduta consigliata dalla nobile Simonetta che l'aveva conosciuta come cameriera a Roma, ma che invece si rivelerà essere stata una prostituta, il cui ex-protettore pretende da Lorenzo una somma per riscattarla: con l'aiuto di Alberto e Peppino riesce a metterlo in fuga. Non finiscono però mai i problemi economici con una serie di rovesci che mettono in crisi il prossimo futuro della famiglia Fumagalli.
- Telespettatori 4.118.000 Share 19,93%

## Seconda puntata
Lorenzo aiuta - affittandogli il suo negozio a Menaggio - le sue 3 figlie più grandi a realizzare il loro progetto di aprire un negozio di artigianato indiano, sogno nato dopo il viaggio per il matrimonio di India. Vorrebbe accontentare anche il sogno della piccola Lauretta di visitare in Scozia il castello di Harry Potter, ma la precarietà delle sue finanze (le figlie non riescono a pagargli l'affitto dovuto) non glielo consente. Intervengono però gli amici Alberto e Peppino che gli regalano il viaggio cui decidono di partecipare anche loro, con disavventure a non finire come la perdita di denari e carte di credito in una gita sul Loch Ness.
Nella visita al castello Lauretta scopre un'innata dote di pianista, rafforzata dal pianoforte elettronico regalatogli dalle sorelle per i suoi 11 anni. I Fumagalli decidono così di mandare la ragazzina a scuola da un'insegnante di pianoforte, estasiata dalle sue capacità. Dopo mesi di prove e durissimi studi, Lauretta dà il meglio di sé al saggio di fine anno, cui è invitato anche il Direttore della Fondazione Mozart di Salisburgo. Dopo aver ascoltato Lauretta all'opera, invita lei con tutta la famiglia a esibirsi al concorso per giovani pianisti in Austria. Là Ludovica, mentre fa shopping con mamma e sorelle, vede suo marito Francesco che passeggia a braccetto con la segretaria, mentre doveva essere in Germania per curare una nuova tenuta di vini del padre.
La sera del concerto di Lauretta, dopo poche battute dove dimostrava di poter tranquillamente vincere il concorso, si blocca e annuncia a tutti che non vuole fare la bambina prodigio ma essere una ragazzina normale: i Fumagalli ,che già pregustavano una bella vita a base di suite, carrozze e lusso per il mondo, prendono atto della scelta della figlia.
Nel frattempo Francesco torna da Ludovica a costo di essere licenziato e diseredato dal padre miliardario. Per le tre ragazze gli affari al negozio vanno malissimo, ma, proprio mentre stanno per chiudere causa mancanza di clienti, una munifica arredatrice fa enormi acquisti per arredare la nuova villa di Brad Pitt sul Lago di Como.
Di nuovo tutti insieme Fumagalli, Dominici ed Esposito, i padri famiglia hanno la brutta disavventura di ammalarsi contemporaneamente di orecchioni: le consorti, onde evitare contagi, li rinchiudono insieme per 6 settimane nella dépendance della casa sul Lago.
- Telespettatori 3.954.000 Share 18,94 %

## Terza puntata
Rimessisi dalla malattia, i tre consuoceri escono dal loro rifugio e per Alberto c'è un'amara sorpresa: la sua Simonetta ha deciso di lasciare quella vita poco nobile di assistente in macelleria per cercare nuove emozioni. Avendo scoperto che la moglie fuggitiva era stata avvistata in Tibet, Alberto parte insieme a Lorenzo e Tilly alla ricerca della consorte. Nei monasteri locali scopre che effettivamente una bionda toscana era stata vista insieme a un "misterioso brizzolato", ma sarebbero partiti per la Thailandia. Diretta nelle località turistiche, la combriccola lombarda scopre però che la signora toscana ha solo una rassomiglianza con la signora Dominici. Tornati a Menaggio, vengono a sapere da Peppino - in vacanza con la moglie in Toscana - che Simonetta è invece in un centro di meditazione nelle terre del Chianti. Alberto e amici si precipitano dalla nobile signora, che però non ne vuole sapere di tornare alla vita di prima se non a date condizioni (basta macelleria, non si mangia più carne, camere separate, basta calcio). Tilly, visto l'esempio, decide anch'essa di cambiare modello di vita e tornare agli studi universitari interrotti. Intanto le tre figlie maggiori di Lorenzo insieme ai relativi mariti decidono di chiudere l'attività di vendita di artigianato indiano, aprendo invece un'enoteca sempre nel negozio di Lorenzo, grazie all'aiuto della CEE attivata dal solito sindaco.
A sorpresa, dalla Thailandia arriva una giovane "massaggiatrice" orientale che Alberto aveva conosciuto e riempito di promesse: alle strette la fa entrare in casa facendola passare come domestica. La ragazza però pretende chiarezza e vuole che Alberto racconti tutto alla moglie, pena svelare lei il loro legame.
Tilly intanto attiva una fervida amicizia con un giovanissimo collega universitario che porta anche a casa a studiare. A causa di un equivoco - il giovane legge una lettera d'amore scritta per una ragazza e Lorenzo ascoltando crede siano parole dedicate alla moglie - Lorenzo sviene e sbattendo la testa dice di avere perso la memoria.
- Telespettatori 3.833.000 Share 17,42%

## Quarta puntata
Lorenzo continua a non ricordare nulla del suo recente passato. Per cercare una soluzione, Tilly arriva a riportarlo in Austria dove vive la prima fiamma di suo marito (il primo amore non si scorda mai) conosciuta in vacanza sulla riviera romagnola e rimasta col ricordo di grandissimo amatore del suo fidanzatino italiano. La cosa non porta a risultati e si fa un secondo tentativo con Bambi, la madre di India, rivivendo la serata che ha portato proprio alla nascita della ragazza: altro insuccesso.
I problemi a Menaggio riguardano invece la thailandese accasata come "domestica" a casa Dominici: con l'aiuto di Peppino, riescono a trovare un giovane che gli fanno conoscere sperando che si innamorino, ma alla fine è l'edicolante che si infatua dell'orientale e su di lui cadono le richieste di mollare la moglie.
Tutte le famiglie intanto volano a Parigi l'uno all'insaputa dell'altra: Lorenzo con la moglie per provare a ritrovare la memoria, Peppino con l'amante Mei Lin in fuga come fidanzatini ed Alberto con la sua Simonetta in vacanza. Si ritrovano tutte nello stesso hotel e Alberto, invidioso di vedere Peppino con la sua ex amante, fa sapere a Margherita che suo marito è a Parigi con un'altra. Lei si precipita a Parigi e Mei Lin viene scaricata (subito acchiappata da un ricco barone francese). 
A Parigi Lorenzo annuncia di aver ritrovato la memoria che però non aveva mai perso, avendo fatto tutta una finta per movimentare/rinnovare il suo rapporto con la consorte.
Le figlie intanto aprono la loro enoteca con buon successo, ma Adriano Dominici riceve la convocazione per partecipare al Grande Fratello e deve lasciare per tre mesi la moglie Lisa: arriva in finale e vince. Con i proventi del successo costruiscono la casa di fianco a quella del padre Lorenzo, che viene subito inquisito per abuso edilizio. Il Sindaco è disposto a concedere il condono ma chiede che il fresco vincitore del Grande Fratello aiuti in campagna elettorale il politico ad entrare in Parlamento e corre alle elezioni portando in lista anche Lorenzo stesso. A sorpresa è invece proprio Fumagalli a diventare deputato.
- Telespettatori 3.764.000 Share 18,56%